# Войчицький канал
Войчицький канал (словац. Vojčický kanál) — меліоративний канал; притока Копаного ярка, протікає в округах Требишів і Михайлівці.
Довжина приблизно 10,8-11,2 км. Витік знаходиться в масиві Східнословацька низовина.
Протікає територією сіл Парховани; Дворянки; Тушиці; Войчиці і міста Требишів.